# Bruno Ernst
Bruno Ernst (pseudoniem van Joannes Adrianus Friedrich (Hans) de Rijk) (Rotterdam, 19 februari 1926 – Utrecht, 23 november 2021) was een Nederlands natuurkundige, leraar wis- en natuurkunde en kosmografie, publicist en wetenschapspopularisator. 
Hij werd internationaal bekend door zijn boeken over het werk van de graficus Maurits Escher. Hij publiceerde meer dan 250 werken onder zes pseudoniemen over onderwerpen die uiteenlopen van zonnewijzers en sterrenkunde tot kalligrafie en kunst. Zijn lijfspreuk was Nescius omnium curiosus sum (Ik weet niets maar ben nieuwsgierig naar alles). 
De Rijk overleed op 95-jarige leeftijd in Utrecht.

## Persoonlijk leven
Op zijn twaalfde trok De Rijk naar het internaat van de Broeders van Oudenbosch, het Instituut Saint-Louis, waar hij de kloosternaam Broeder Erich aannam. Hij doorliep er het MULO en de kweekschool en doceerde vanaf zijn 19de zelf. In 1967 trad hij uit de congregatie. Korte tijd later trouwde hij en kreeg hij twee dochters. Na een echtscheiding hertrouwde hij in 1977 met een uitgetreden non, Leny, met wie hij tot haar dood in 2018 samenbleef.

## Oprichter
De Rijk was de oprichter van: 
- de Volkssterrenwacht Simon Stevin te Oudenbosch, later Hoeven (Noord-Brabant), de eerste Nederlandse volkssterrenwacht
- de Nederlandse Zonnewijzerkring
- Mercator
- het natuurkundetijdschrift Archimedes
- het wiskundetijdschrift voor scholieren Pythagoras (1961).

Met de wiskundige Frederik van der Blij richtte hij in 1983 de Stichting Ars et Mathesis op "om de belangstelling te bevorderen voor kunst die zijn inspiratie vindt in de wiskunde".

## Pseudoniemen
Voor de verschillende vakgebieden waarop De Rijk publiceerde, bezigde hij aparte pseudoniemen (hierbij zocht hij in het telefoonboek naar een mooie naam met als initialen B. en E.):
- Ben Elshout - fotografie en film
- Ben Engelhart - kalligrafie en schrift
- Bruno Ernst - exacte wetenschap

## Eerbetoon
- In 1966 ontving De Rijk een Zilveren Anjer.
- Op 30 maart 2007 organiseerden de opleidingen sterrenkunde, wiskunde en natuurkunde van de Universiteit Leiden een middagsymposium ter ere van zijn 81ste verjaardag.
- In 2008 won De Rijk de Eurekaprijs van NWO voor het beste oeuvre op het gebied van wetenschapscommunicatie.
- Planetoïde 11245 Hansderijk is naar hem vernoemd.

## Publicaties
Onder meer:

### van B. Engelhart
- Kalligrafie, Wolters-Noordhoff, Groningen, MCMLXVI (1956).
- Calligrafie. De schoonheid van het schrift, Groningen, Wolters. 1960.
- Inleiding tot de calligrafie, J.B. Wolters, 1966, 96p.
- met J. W. Klein, 50 Eeuwen schrift, Aramith, Amsterdam, 1988.

### van Bruno Ernst
- met Tjomme de Vries, W.P. Atlas van het heelal, vertaald als Ernst, Bruno and Vries, Tjomme Edzart de, Atlas of the Universe, Nelson, 1961
- Thieme's Sterrenboek, Thieme & Cie, Zutphen, 1965
- Thieme's Sterrenfotoboek, Thieme & Cie, Zutphen, 1968
- Levende wiskunde, Teleac, Delft, 1969.
- Pythagoras-festival, Wolters-Noordhoff, 1970.
- De zon als klok, 1983.
- Avonturen met onmogelijke figuren, Aramith, Amsterdam, 1985.
- Bomen van Pythagoras, Aramith, Amsterdam, 1985.
- 25 eeuwen tijdmeting, Aramith, Amsterdam, 1988.
- De toverspiegel van M.C. Escher, Taschen, Keulen, 1994.
- De toverspiegel van M.C. Escher, Meulenhoff/Landshoff 1987 (vertaald als onder meer The Magic Mirror of M.C. Escher en Der Zauberspiegel des MC Escher)
- met J. L. Locher, Editor. F. H. Bool, J. R. Kist, J. L. Locher, F. Wierda, M. C. Escher, M. C. Escher: His Life and Complete Graphic Work. With A Fully Illustrated Catalogue
- Optical Illusions
- Impossible worlds
- Onmogelijke figuren
- Adventures With Impossible Figures
- Adventures With Impossible Objects
- met Ireen Niessen, Het begoochelde oog: Onmogelijke en meerzinnige figuren, 1986
- M.C. Escher logboek, Bookman International BV. Laren, ISBN 90-6761-057-7, 1ste druk 1993
- Escher. Tovenaar op papier, Waanders Zwolle, 1998
- Holografie
- De interessantste bewijzen van de stelling van Pythagoras
- met Konings, A.I.J.M., Kunst en Wiskunde, verwondering en verbeelding, 2008